# Route de l’Avenir
Die Route de l’Avenir (offiziell: Route de l'Avenir – Souvenir Louis Caput) war ein Etappenradrennen für Junioren, das von 2000 bis 2007 ausgetragen wurde. Das Rennen wurde Louis Caput gewidmet und galt als Juniorenausgabe der Tour de l’Avenir.

## Palmarès
- 2000  Benoît Vaugrenard
- 2003  Kristof Vandewalle
- 2004  Michiel Van Aelbroeck
- 2005  Frederiek Nolf
- 2006  Etienne Pieret
- 2007  Fabien Taillefer